# 박강호
박강호(1994년 2월 20일 ~ )는 대한민국의 뮤지컬 배우다.

## 방송
- 더블 캐스팅 (2020) - Top71

## 공연
- 스케치 (2018)
- 베르테르 (2020)